# Nuria Varela
Nuria Varela (Turón, Mieres, 1967) és una escriptora, experta en feminisme i violència de gènere, professora i reportera espanyola. Va ser Directora del Gabinet de la ministra Bibiana Aído, participant en l'engegada per a la IX Legislatura del primer Ministeri d'Igualtat d'Espanya. És experta en informació sobre conflictes bèl·lics amb perspectiva de gènere i escriptora de publicacions com Íbamos a ser reinas, Feminismo para principiantes i Cansadas.

## Vida professional
Llicenciada en Ciències de la Informació per la Universidad Complutense de Madrid, amb un màster en Estudis Interdisciplinars de Gènere i màster en Gènere i Polítiques d'Igualtat entre Dones i Homes, ambdós per la Universidad Rey Juan Carlos. Ha treballat en l'agència de notícies OTR (OTR Press - Europa Press), els setmanaris Panorama i Interviú (1993-2006). L'any 2006 s'incorporà a l'equip de treball per al desenvolupament de nous projectes del Grupo Zeta, com a responsable de l'àrea de continguts. Ha col·laborat en publicacions com ara Meridiam, Números Rojos, Revista Europea de Derechos Fundamentales, Revista 21 i Contrapunto de América Latina, així com amb la Cadena Ser. Es autora dela llibres Feminismo para principiantes, Íbamos a ser reinas i La voz ignorada. Ana Orantes y el fin de la impunidad (on parla del cas d'Ana Orantes, un caso de violència de gènere que marcà la historia d'Espanya). També ha estat professora convidada al màster d'Estudis Interdisciplinars de gènere impartit per la Universidad Rey Juan Carlos, així com professora convidada en el títol d'Expert/a en prevenció contra la violència de gènere de la Universidad de Castilla-La Mancha. És assessora del PSOE. Des del 2016 és també directora de l'editorial Hotel Papel, investigadora en la Universidad Rey Juan Carlos i docent en diversos programes universitaris de postgrau en Polítiques d'igualtat i violència de gènere. Coopera amb un gran nombre de grups i plataformes contra la violència de gènere, tema sobre el que ha escrit nombrosos assajos, reportatges i articles.
Ha donat cobertura a la guerra de Bòsnia, al setge de Sarajevo, a l'intent de cop d'estat en la Unió soviètica el 1991, així com els camps de refugiats croates per al setmanari Panorama. En la seva etapa a Interviú va cobrir temes com els camps de refugiats afgans a Paquistan, els campaments de refugiats saharauis i sobre la matança d'Acteal a Chiapas (Mèxic). També donà cobertura a la Revolució Taronja a Ucraïna i els feminicidis de Ciudad Juárez. Ha estat observadora internacional als campaments internacionals per a la pau a Chiapas i Líbia. Compta amb una amplia experiència en conflictes bèl·lics, sobretot des del punt de vista de l'activisme feminista.

## Obra
- 2003: Íbamos a ser reinas
- 2005: Feminismo para principiantes
- 2008: Martín y la pirata Candela
- 2012: La voz ignorada. Ana Orantes y el fin de la impunidad
- 2016: Cansadas. Una reacción feminista frente a la nueva misoginia
- 2018: Feminismo para principantes (versión Ilustrada)
- 2019: Feminismo 4.0. La cuarta ola